# Bonheur national brut
Pour les articles homonymes, voir BNB, GNH et Bonheur (homonymie).

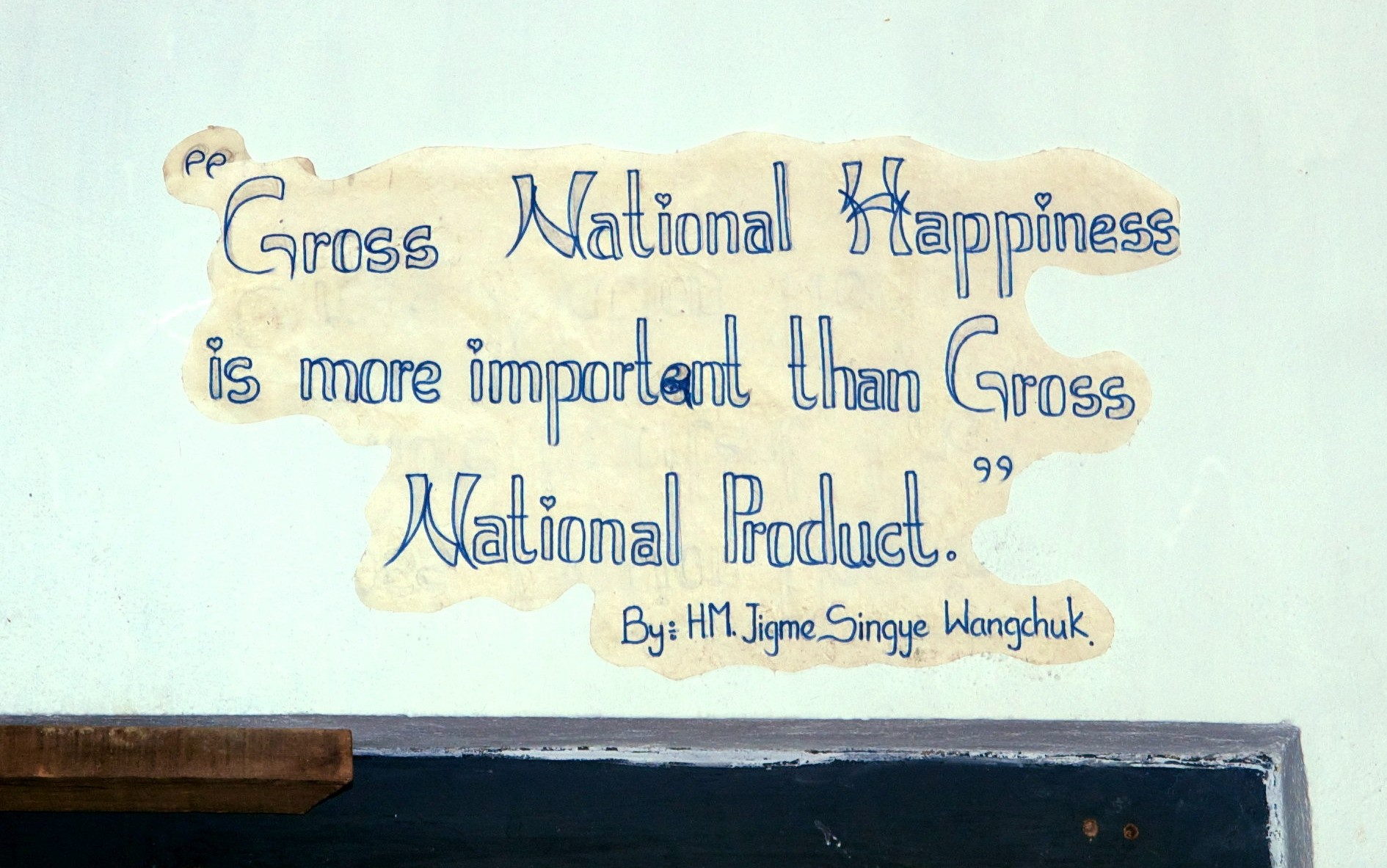
Slogan sur le mur de l'école des arts traditionnels de Thimphou.

Le bonheur national brut ou BNB (en dzongkha : རྒྱལ་ཡོངས་དགའ་སྐྱིད་དཔལ་འཛོམས་ ; Wylie : rgyal-yongs dga'a-skyid dpal-'dzoms ; Gyalyong Gakid Palzom ; en anglais, Gross National Happiness ou GNH) est un indice servant au gouvernement du Bhoutan à mesurer le bonheur et le bien-être de la population du pays. Inscrit dans la constitution promulguée le 18 juillet 2008, il se veut une définition du niveau de vie en des termes plus globaux que le produit national brut.
Préconisé par le roi du Bhoutan, Jigme Singye Wangchuck, en 1972, cet indice a pour objectif de guider l'établissement de plans économiques et de développement pour le pays tout en respectant les valeurs spirituelles bouddhistes.

## Origines
La notion de bonheur national brut a été énoncée en 1972 par le roi du Bhoutan Jigme Singye Wangchuck, l'année de son accession au trône à l'âge de 16 ans. Il s'agit d'une solution de rechange au calcul habituel de la richesse des nations fondé sur l'indicateur appelé « produit national brut » (PNB). Le jeune roi considère que les indicateurs économiques traditionnels ne tiennent pas suffisamment compte du bonheur des individus et favorisent une croissance sans limites déjà dénoncée par le rapport Meadows. Selon Hans et Wallapa van Willenswaard, le souverain propose cette nouvelle solution en réaction aux agences internationales de développement qui poussent à l'ouverture économique du pays.
Des troubles politiques retardent la mise en œuvre d'un projet que le souverain expose encore aux médias lors de sa participation au sommet des pays non-alignés à Cuba, en 1979. Il faut attendre 1998 pour voir le contenu du BNB être clairement défini et présenté par le premier ministre, Jigmi Y. Thinley, lors du Sommet du Millénaire Asie-Pacifique. Le BNB est dès lors pensé comme devant fournir une vision à long terme de la croissance[Passage problématique], veiller à la préservation des ressources nécessaires aux générations futures et contribuer à une meilleure harmonie avec les valeurs spirituelles bouddhistes du royaume.

## Indice alternatif
Le BNB apparaît comme un indice englobant (de manière assez large) le produit intérieur brut (PIB) ou l'indice de développement humain (IDH) qui apparaissent comme insuffisants pour mesurer le bonheur des habitants d'un pays.
Cet indice repose sur quatre piliers fondamentaux :
- un développement économique et social, durable et équitable ;
- la préservation et la promotion des traditions culturelles bhoutanaises ;
- la sauvegarde de l'environnement ;
- une bonne gouvernance [4].

En 2008, le BNB est intégré à la nouvelle Constitution du Bhoutan.
En 2011, ces quatre grands axes sont évalués à travers 72 critères de mesure .
Le site officiel du royaume du Bhoutan indique que contrairement au PNB, le BNB « devait permettre d’évaluer une économie basée sur les valeurs spirituelles du bouddhisme », tout en précisant que cet indicateur est encore utilisé dans les statistiques nationales.
Sur cette base, une série de mesures ont été instaurées pour améliorer la croissance économique mais aussi la conservation et le développement de la culture, la sauvegarde de l’environnement et une bonne gouvernance responsable. Le roi a ainsi instauré l’apprentissage de la langue nationale (le dzongkha) dans les écoles et encouragé à porter l’habit traditionnel en public pour préserver la culture bhoutanaise. Une autre de ses mesures a été d'interdire en 2004 la vente de cigarettes, sous le prétexte que leur consommation avait des conséquences sociales, spirituelles et sanitaires négatives, et s'opposait à la doctrine bouddhiste recommandant d'éviter les stupéfiants qui affaiblissent les capacités mentales. Le 1er dimanche de chaque mois est réservé à la journée sans voiture.
Le 20 mars a été décrété journée officielle du BNB par l'ONU.

## Indice homonyme
Un second indice se basant sur une série de sept facteurs a été proposé par Med Jones, président de l'International Institute of Management :
- l’économie ;
- l’environnement ;
- la santé physique ;
- la santé mentale ;
- le bien-être au travail ;
- le bien-être social ;
- la santé politique.

Chacun de ces critères est évalué individuellement par des enquêtes auprès de la population et des analyses statistiques (le nombre de plaintes au travail, d’agressions, de divorces, de maladies graves, l’usage des antidépresseurs, etc.) donnant une mesure quantitative du bonheur.

## Conférences
Cinq conférences internationales se sont tenues sur le BNB :
- au Bhoutan en 2004 ;
- en Nouvelle-Écosse en juin 2005 ;
- en Thaïlande en 2007 ;
- au Bhoutan en 2008 ;
- sous l'égide de l'ONU en 2011[10].

## Approche similaire
Une étude, World Happiness Report, réalisée par des chercheurs américains à l'intention de l'ONU, établit un classement de 156 pays en fonction de leur niveau de bonheur, une approche similaire au BNB,.

## Remise en cause?
Au Bhoutan, selon le journaliste Jonathan DeHart, le discours sur le bonheur national brut est remis en cause par le Premier ministre nommé   en juillet 2013, Tshering Tobgay, qui déclare que le gouvernement précédent a passé beaucoup plus de temps à en parler qu'à agir. Selon lui, le Bhoutan est confronté à quatre grands défis : l'endettement, la monnaie, le chômage, dont celui des jeunes, et la perception d'une corruption croissante. Toutefois, le ministre affirma à Marie-Monique Robin, auteur d'un documentaire diffusé par Arte le 28 juin 2014, qu'il se situe toujours dans la lignée du bonheur national brut. Après sa prise de fonction, Tshering Tobgay a protégé le BNB de son pays et a promu le concept à l'échelle internationale,.